# 우리증권
우리증권은 1954년부터 2005년까지 존속했던 증권회사이다. LG투자증권과 합병하여 우리투자증권이 되었다.

## 역사
1954년 한흥증권으로 설립되어 1988년 증권거래소에 상장하였다. 1991년 한일증권, 1999년 한빛증권으로 상호를 변경하였다. 2002년 3월 우리금융지주의 자회사가 되었고 2002년 6월 우리증권으로 상호를 변경하였다. 2005년 4월 LG투자증권과 합병하여 우리투자증권이 되었다.